# Godelieve Mukasarasi
Godeliève Mukasarasi (Gitarama, 1956) è un'attivista ruandese.

## Biografia
Godeliève Mukasarasi nacque nel 1956 a Gitarama, nel distretto di Muhanga, dove lavorò nel campo del sociale per 25 anni. Dopo il matrimonio si stabilì con suo marito Emmanuel Rudasingwa e i suoi bambini a Taba. Durante il massacro dei Tutsi sua figlia venne violentata dai militari; per questo motivo Godelieve e suo marito furono chiamati a testimoniare presso l'International Criminal Tribunal for Rwanda (ICTR) nella causa contro l'ex sindaco di Taba Jean-Paul Akayesu, che non aveva protetto adeguatamente i suoi cittadini. Poco prima di testimoniare, Rudasingwa e sua figlia furono uccisi da un gruppo armato Hutu. Superando l'intimidazione da parte di alcuni membri della sua comunità e l'omicidio di sua figlia e del marito, ha testimoniato lei stessa e ha aiutato vari testimoni a deporre contro Akayesu, condannato nel 1998.
Dopo il genocidio ruandese del 1994, Godelieve Mukasarasi ha dedicato la sua vita alla lotta per una cultura di pace e non violenza in Ruanda, e ha promosso i diritti delle persone violate nelle zone di conflitto in tutto il mondo. Fondatrice e coordinatrice dell'organizzazione Solidarité pour l'Épanouissement des Veuves et des Orphelins visant le Travail et l'Auto promotion (SEVOTA), Mukasarasi lavora con le comunità di tutto il Ruanda per ripristinare le relazioni umane, sociali ed economiche distrutte durante il genocidio. Dal 1994, SEVOTA ha raggiunto centinaia di vittime di stupri avvenuti durante il genocidio, molte delle quali affette dal virus dell'HIV, e le ha aiutate a reintegrarsi socialmente ed economicamente nelle loro comunità; ha inoltre permesso a più di 1.300 famiglie di avere accesso al micro-credito e a 2000 giovani e bambini di entrare nelle ottanta organizzazioni di pace e sviluppo che si uniscono in SEVOTA.

## Onorificenze e premi
Mukasarasi ha ricevuto il John Humphrey Freedom Award di Law & Democracy (2004); l'Outstanding Achievement Award per il Women's Creativity Award della World Women's Summit Foundation di Ginevra (1996); SEVOTA è stato premiato con il Premio per i diritti umani da Human Right International (2011) per il suo contributo alla promozione dei diritti delle donne, e infine, nel 2018 è giunto per Godeliève l'International Women of Courage Award.